# Karl Stotz
Karl Stotz (Viena, Austria, 27 de marzo de 1927-Seefeld in Tirol, Austria, 4 de abril de 2017) fue un jugador y entrenador de fútbol austríaco. En su etapa como jugador profesional se desempeñaba como defensa.

## Biografía
Fue veterano de la Segunda Guerra Mundial y prisionero de guerra a partir de 1944. Regresó a Viena entre 1947 y 1948. Era amigo del entonces presidente del FK Austria Viena, Leopold Böhm, y también estuvo involucrado en su compañía Schöps.

## Selección nacional
Fue internacional con la selección de fútbol de Austria en 42 ocasiones y convirtió un gol. Formó parte de la selección que obtuvo el tercer lugar en la Copa del Mundo de 1954, siendo el mayor éxito en la historia del fútbol austríaco hasta la fecha, pese a no haber jugado ningún partido durante el torneo.

### Participaciones en Copas del Mundo
| Mundial                        | Sede   | Resultado      | Partidos | Goles |
| ------------------------------ | ------ | -------------- | -------- | ----- |
| Copa Mundial de Fútbol de 1954 | Suiza  | Tercer lugar   | 0        | 0     |
| Copa Mundial de Fútbol de 1958 | Suecia | Fase de grupos | 1        | 0     |

## Equipos

### Como jugador
| Equipo           | País    | Año       |
| ---------------- | ------- | --------- |
| FC Wien          | Austria | 1948-1951 |
| FK Austria Viena | Austria | 1951-1963 |

### Como entrenador
| Equipo             | País    | Año       |
| ------------------ | ------- | --------- |
| FK Austria Viena   | Austria | 1972      |
| FK Austria Viena   | Austria | 1976-1977 |
| Selección nacional | Austria | 1978-1981 |
| FK Austria Viena   | Austria | 1987      |

## Palmarés

### Como jugador

#### Campeonatos nacionales
| Título               | Equipo           | País    | Año  |
| -------------------- | ---------------- | ------- | ---- |
| Campeonato austríaco | FK Austria Viena | Austria | 1953 |
| Copa de Austria      | FK Austria Viena | Austria | 1960 |
| Campeonato austríaco | FK Austria Viena | Austria | 1961 |
| Campeonato austríaco | FK Austria Viena | Austria | 1962 |
| Copa de Austria      | FK Austria Viena | Austria | 1962 |
| Campeonato austríaco | FK Austria Viena | Austria | 1963 |
| Copa de Austria      | FK Austria Viena | Austria | 1963 |

#### Distinciones individuales
| Distinción                                               | Año  |
| -------------------------------------------------------- | ---- |
| Parte del equipo ideal del FK Austria Viena del siglo XX | 2001 |

### Como entrenador

#### Campeonatos nacionales
| Título          | Equipo           | País    | Año  |
| --------------- | ---------------- | ------- | ---- |
| Bundesliga      | FK Austria Viena | Austria | 1976 |
| Copa de Austria | FK Austria Viena | Austria | 1977 |